# Muriel Barbery
Muriel Barbery (Casablanca, 1969. május 28. –) francia regényíró és filozófiatanár.

## Életrajza
Barbery a marokkói Rabatban született, de szüleivel két hónapos korában elköltöztek. A Lycée Lakanalban tanult, 1990-ben beiratkozott az École Normale Supérieure de Fontenay-Saint-Cloudba, majd 1993-ban filozófiából szerzett diplomát. Ezután filozófiát tanított az Université de Bourgogne-ban, egy líceumban és a Saint-Lô IUFM-ben (tanárképző főiskola). Miután felmondott a munkahelyén, 2008 és 2009 között Japánban volt, jelenleg Európában él.
L'Élégance du hérisson (A sündisznó eleganciája) című regénye 30 egymást követő héten át vezette a francia bestsellerlistákat, és 50-szer újranyomták, és 2008 májusáig több mint egymillió példány kelt el belőle. Olaszországban, Németországban, Spanyolországban, Dél-Koreában és sok más országban is bestseller lett. A történet egy kis, felsőbb osztályú párizsi lakótömb lakóit érinti, nevezetesen annak titkosító-intellektuális concierge-jét, Renée-t. Ő és Paloma, a szintén intellektuális (sőt radikális) tinédzser lánya a könyv narrátorai. Renée röviden szerepel Barbery első regényében, az Une Gourmandise-ben is, amely angol fordításban Gourmet Rhapsody címen jelent meg 2009-ben.
Az L'Élégance du hérissonból 2009-ben készült a Le Hérisson (angolul The Hedgehog) című film, amelyet Mona Achache rendezett.

## Regények
- Une gourmandise, Gallimard(wd), 2000; in English, Gourmet Rhapsody, Europa Editions, August 2009.
  - Ínyencrapszódia – Geopen, Budapest, 2012 · ISBN 9789639973541 · Fordította: Tótfalusi Ágnes
- L'élégance du hérisson, Gallimard, 2006; in English The Elegance of the Hedgehog, Europa Editions, September 2008.
  - A sündisznó eleganciája – Geopen, Budapest, 2009 · ISBN 9789639765672 · Fordította: Tótfalusi Ágnes
- La vie des elfes, Gallimard, March 2015; in English (translated by Alison Anderson) The Life of Elves, Europa Editions, February 2016
- Un étrange pays, Gallimard, January 2019
- Une Rose seule, Actes Sud(wd), 2020
- Une heure de ferveur, Actes Sud, 2022

## Fordítás
- Ez a szócikk részben vagy egészben  a   Muriel Barbery című angol Wikipédia-szócikk fordításán alapul.  Az eredeti cikk szerkesztőit annak laptörténete sorolja fel. Ez a jelzés csupán a megfogalmazás eredetét és a szerzői jogokat jelzi, nem szolgál a cikkben szereplő információk forrásmegjelöléseként.